# Meu Caminho
Meu Caminho é o primeiro álbum de estúdio do cantor e ator João Guilherme. Foi lançado em 5 de agosto de 2016 pela NP8.

## Lista de faixas
Lista de faixas adaptadas do Apple Music.
| N.º            | Título          | Duração |  |
| 1.             | "Meu Caminho"   | 2:42    |  |
| 2.             | "Tudo Bem"      | 3:28    |  |
| 3.             | "Tudo é Você"   | 2:31    |  |
| 4.             | "Bla, Bla, Bla" | 3:01    |  |
| 5.             | "Segredo"       | 2:57    |  |
| 6.             | "Quem Sabe"     | 3:27    |  |
| 7.             | "Princesa"      | 2:57    |  |
| 8.             | "Só Dela"       | 2:35    |  |
| 9.             | "Quanto Mais"   | 2:48    |  |
| 10.            | "Certa Pra Mim" | 2:29    |  |
| Duração total: | Duração total:  | 28:56   |  |